# Bulgarian International 2017
Die Bulgarian International 2017 im Badminton fanden vom 6. bis zum 8. Oktober 2017 in Sofia statt.

## Sieger und Platzierte
| Disziplin    | Gold                            | Silber                         | Bronze                           |
| ------------ | ------------------------------- | ------------------------------ | -------------------------------- |
| Herreneinzel | R. M. V. Gurusaidutt            | Muhammed Ali Kurt              | Ahmetcan Oruç                    |
| Herreneinzel | R. M. V. Gurusaidutt            | Muhammed Ali Kurt              | Alex Vlaar                       |
| Dameneinzel  | Mariya Mitsova                  | Maja Pavlinić                  | Sabina Milová                    |
| Dameneinzel  | Mariya Mitsova                  | Maja Pavlinić                  | Akvilė Stapušaitytė              |
| Herrendoppel | Arun George Sanyam Shukla       | Miha Ivanič Andraž Krapež      | Andrija Doder Luka Milić         |
| Herrendoppel | Arun George Sanyam Shukla       | Miha Ivanič Andraž Krapež      | Lukas Osele Kevin Strobl         |
| Damendoppel  | Lise Jaques Flore Vandenhoucke  | Theresea Isenberg Brid Stepper | Olivia Hellman Althea Ljungqvist |
| Damendoppel  | Lise Jaques Flore Vandenhoucke  | Theresea Isenberg Brid Stepper | Sabina Milová Michaela Zelinková |
| Mixed        | Dominik Stipsits Antonia Meinke | Sanyam Shukla Ahillya Harjani  | Jaromír Janáček Sabina Milová    |
| Mixed        | Dominik Stipsits Antonia Meinke | Sanyam Shukla Ahillya Harjani  | Dimitar Yanakiev Mariya Mitsova  |